# Pod wielkim dachem nieba
Pod wielkim dachem nieba – album muzyczny wydany przez polską grupę Stare Dobre Małżeństwo w 1992 roku.
Nagrania rejestrowano w lutym, marcu i maju 1992 w Studiu Giełda w Poznaniu. Utwory: „W zakątku cmentarza” i „Pożegnanie” zostały nagrane w grudniu 1986. Album został wydany przez łódzką firmę SDM Dalmafon w 1992 roku. Reedycja w 1998 przez Pomaton EMI (produkcja w Holandii).

## Muzycy
- Wojciech Czemplik – skrzypce, instrumenty perkusyjne, śpiew
- Krzysztof Myszkowski – śpiew, gitara, harmonijka ustna
- Roman Ziobro – gitara basowa, kontrabas
- Ryszard Żarowski – gitara, śpiew

oraz
- Aleksandra Kiełb-Szawuła – śpiew (1, 3, 6, 8, 10 – 12)
- Wojciech Kurkowski – instrumenty klawiszowe (14)
- Sławomir Plota – gitara, śpiew (6, 8)
- Grzegorz Sieradzan – gitara, śpiew (6, 8)
- Przemysław Ślużyński – gitara basowa (8)

## Lista utworów
| 1.  | "Imperatyw" (muz. Krzysztof Myszkowski, sł. Piotr Bakal)                                | 3:07  |
|     |                                                                                         |       |
| 2.  | "Czekanie na wiosnę" (muz. Krzysztof Myszkowski, sł. Aleksandra Kiełb)                  | 2:23  |
|     |                                                                                         |       |
| 3.  | "Koncert" (muz. i sł. Aleksandra Kiełb)                                                 | 2:43  |
|     |                                                                                         |       |
| 4.  | "Szczęście" (muz. Krzysztof Myszkowski, sł. Bolesław Leśmian)                           | 3:17  |
|     |                                                                                         |       |
| 5.  | "Ciało me wklęte w korowód istnienia" (muz. Krzysztof Myszkowski, sł. Bolesław Leśmian) | 3:03  |
|     |                                                                                         |       |
| 6.  | "W zakątku cmentarza" (muz. Krzysztof Myszkowski, sł. Bolesław Leśmian)                 | 4:04  |
|     |                                                                                         |       |
| 7.  | "Boże, pełen w niebie chwały" (muz. Krzysztof Myszkowski, sł. Bolesław Leśmian)         | 1:38  |
|     |                                                                                         |       |
| 8.  | "Pożegnanie" (muz. Krzysztof Myszkowski, sł. Piotr Bakal)                               | 2:53  |
|     |                                                                                         |       |
| 9.  | "Piosenka dla piosenki" (muz. Krzysztof Myszkowski, sł. Edward Stachura)                | 2:36  |
|     |                                                                                         |       |
| 10. | "Noc albo oczekiwanie na śniadanie" (muz. Krzysztof Myszkowski, sł. Edward Stachura)    | 2:22  |
|     |                                                                                         |       |
| 11. | "Człowiek człowiekowi" (muz. Krzysztof Myszkowski, sł. Edward Stachura)                 | 1:54  |
|     |                                                                                         |       |
| 12. | "Gdziekolwiek" (muz. Krzysztof Myszkowski, sł. Edward Stachura)                         | 2:56  |
|     |                                                                                         |       |
| 13. | "Błogo bardzo sławił będę ten dzień" (muz. Krzysztof Myszkowski, sł. Edward Stachura)   | 2:03  |
|     |                                                                                         |       |
| 14. | "Wędrówką życie jest człowieka" (muz. Krzysztof Myszkowski, sł. Edward Stachura)        | 3:58  |
|     |                                                                                         |       |
|     |                                                                                         | 38:57 |
|     |                                                                                         |       |

## Informacje uzupełniające
- Produkcja – SDM
- Projekt graficzny i wykonanie – Anna Maja Walczakiewicz-Jewko
- Zdjęcia – Andrzej Barełkowski
- Projekt graficzny (reedycja) – Krzysztof Koszewski
- Inżynier dźwięku (reedycja) – Jacek Frączek, Piotr Kubacki
- Remastering (reedycja) – Grzegorz Piwkowski